# I Can't Get Enough
"I Can't Get Enough" é uma canção do produtor norte-americano Benny Blanco, do produtor porto-riquenho Tainy, da cantora norte-americana Selena Gomez e do cantor colombiano J Balvin. Foi lançado em 28 de fevereiro de 2019 através da Interscope Records.

## Antecedentes
A colaboração foi anunciada no Instagram de Selena. Mais tarde, a mesma revelou o título da colaboração. Balvin disse ao Entertainment Weekly, que adorou trabalhar com Gomez, chamando-a de "humilde" e "incrível". Mais tarde foi divulgada a capa e a data de lançamento prevista para 28 de fevereiro de 2019.

## Vídeo musical
O vídeo musical de "I Can't Get Enough" foi lançado em 12 de março de 2019 no canal de Benny no YouTube. Dirigido por Jake Schreier, o vídeo apresenta os quatro artistas dançando em uma cama enorme, com Selena, Tainy e Balvin usando pijamas e Benny com uma fantasia de urso.

## Desempenho comercial
Nos Estados Unidos, "I Can't Get Enough" estreou no número 93 na Billboard Hot 100. Ele saltou 27 pontos e chegou ao número 66 na terceira semana. A música também entrou e chegou ao 32º lugar no Mainstream Top 40. Tornou-se a terceira música de Blanco a entrar no chart. Além disso, a canção estreou em 46 na Austrália, mais tarde em movimento e atingiu o número 43. Ele estreou no número 43 no Reino Unido, caindo do gráfico na semana seguinte. Ele entrou novamente no gráfico e chegou ao número 42 na semana seguinte. A música também estreou e alcançou o número 4 e 41 na Nova Zelândia e na Espanha.

## Faixas e formatos
| Download digital e streaming |                                                                    |         |  |
| N.º                          | Título                                                             | Duração |  |
| 1.                           | "I Can't Get Enough" (Benny Blanco, Tainy, Selena Gomez, J Balvin) | 02:38   |  |

## Créditos
Lista-se abaixo os profissionais envolvidos na elaboração de "I Can't Get Enough", de acordo com o serviço Tidal:
- Benny Blanco - composição, produção, programação, teclado
- Tainy - composição, produção, programação, teclado
- Selena Gomez - vocalista principal, composição
- J Balvin - vocalista principal, composição
- Mike Sabath - composição
- Cris Chiluiza - composição
- Jhay Cortez - composição
- Serban Ghenea - mixagem

## Desempenho nas tabelas musicais
| Chart (2019)                                 | Maior posição |
| -------------------------------------------- | ------------- |
| Alemanha (Media Control AG)                  | 53            |
| Austrália (ARIA)                             | 43            |
| Áustria (Ö3 Austria Top 75)                  | 38            |
| Bélgica (Ultratop 50 de Flandres)            | 39            |
| Bélgica (Ultratip da Valônia)                | 9             |
| Canadá (Canadian Hot 100)                    | 33            |
| Colômbia (National-Report)                   | 29            |
| Eslováquia (IFPI)                            | 7             |
| Espanha (PROMUSICAE)                         | 41            |
| Estados Unidos (Billboard Hot 100)           | 66            |
| Estados Unidos (Billboard Mainstream Top 40) | 32            |
| França (SNEP)                                | 114           |
| Hungria (Stream Top 40)                      | 7             |
| Irlanda (IRMA)                               | 20            |
| Itália (FIMI)                                | 53            |
| Nova Zelândia (RMNZ)                         | 4             |
| Líbano (The Official Lebanese Top 20)        | 13            |
| Países Baixos (Mega Single Top 100)          | 86            |
| Portugal (AFP)                               | 35            |
| Reino Unido (UK Singles Chart)               | 42            |
| República Checa (Singles Digitál Top 100)    | 17            |
| Singapura (RIAS)                             | 21            |
| Suécia (Sverigetopplistan)                   | 53            |
| Suíça (Schweizer Hitparade)                  | 28            |
| Venezuela (National-Report)                  | 53            |

## Histórico de lançamento
| Região | Data                    | Formato(s)             | Versões  | Gravadoras | Referências |
| ------ | ----------------------- | ---------------------- | -------- | ---------- | ----------- |
| Vários | 28 de fevereiro de 2019 | download digital       | Original | Interscope | [ 35 ]      |
| EUA    | 12 de março de 2019     | Contemporary hit radio | Original | Interscope | [ 36 ]      |